# Ŭiju (ort i Nordkorea)
Ŭiju är en ort i Nordkorea.   Den ligger i provinsen Norra P'yŏngan, i den västra delen av landet, 170 km nordväst om huvudstaden Pyongyang. Ŭiju ligger 26 meter över havet och antalet invånare är 50 081.
Terrängen runt Ŭiju är platt åt sydost, men åt nordväst är den kuperad. Runt Ŭiju är det ganska tätbefolkat, med 230 invånare per kvadratkilometer. Närmaste större samhälle är Sinuiju, 15,8 km sydväst om Ŭiju. Trakten runt Ŭiju består till största delen av jordbruksmark.